# Pibor (condado)
O condado de Pibor é uma área administrativa do estado de Juncáli, Sudão do Sul. Akot Maze Adikir é o comissário responsável pelo condado. É o condado com a maior extensão territorial do estado de Juncáli. No censo de 2008, o condado possuía cerca de 150.000 habitantes. Durante confrontos em 2011, alguns tribais invadiram municípios do condado, portando armas, saqueando e queimando estabelecimentos. A única fonte de cuidados de saúde no estado de Jonglei foram saqueadas e incendiadas.